# الحرب الأهلية الغواتيمالية
الحرب الأهلية الغواتيمالية هي حرب أهلية في غواتيمالا جرت بين 1960 و 1996 بين الحكومة الغواتيمالية ومختلف الجماعات اليسارية المتمردة، التي كانت مدعومة بالأساس من المزارعين المنتمين لشعب المايا الأصلي وشعب اللادينو. اُتهمت القوات الحكومية بتنفيذ إبادة جماعية لشعب المايا في غواتيمالا وانتهاكات جسيمة لحقوق الإنسان ضد المدنيين. تتركز أسباب الصراع الرئيسية حول قضايا التوزيع غير العادل للأراضي التي طال أمدها؛ سيطر المقيمون الأوروبيون والشركات الأجنبية، مثل شركة الفاكهة المتحدة الأمريكية، على الكثير من الأراضي، مما أدى إلى نزاعات مع الفقراء الريفيين.
وضعت الانتخابات الديمقراطية خلال الثورة الغواتيمالية في عامي 1944 و 1951 حكومات يسارية شعبية في السلطة. في 1954، وقع انقلاب مدعوم أمريكياً كان السبب في تأسيس نظام عسكري بقيادة كارلوس كاستيلو أرماس، تبعه سلسلة من الدكتاتوريين اليمينيين.
بدأت الحرب الأهلية في 13 نوفمبر 1960 عندما قادت مجموعة من الضباط اليساريين الشباب محاولة انقلابية فاشلة ضد حكومة الجنرال ميغيل إيديغورس فوينتس. أنشأ الضباط الذين بقوا على قيد الحياة منظمة متمردة سميت حركة 13 نوفمبر الثورية. في 1970، أصبح العقيد كارلوس مانويل أرانا أوسوريو هو الأول في سلسلة من الحكام العسكريين الدكتاتوريين الذين مثلوا الحزب الديمقراطي المؤسساتي. سيطر الحزب الديمقراطي المؤسساتي على السياسة الغواتيمالية لمدة اثني عشر عامًا من خلال عمليات تزوير انتخابية لصالح اثنين من الموالين للعقيد كارلوس أرانا (الجنرال كييل يوجينيو لاغيريد غارسيا في 1974 والجنرال فرناندو روميو لوكاس غارسيا في 1978). فقد الحزب الديمقراطي المؤسساتي قبضته على سياسة البلاد عندما استولى الجنرال إفراين ريوس مونت، مع مجموعة من ضباط الجيش الشباب، على السلطة في انقلاب عسكري في 23 مارس 1982. في السبعينيات، استمر السخط الاجتماعي في أوساط السكان الأصليين والفلاحين. انضم الكثير إلى صفوف الحركات المتمردة وانطلقوا في مواجهة ومقاومة القوات الحكومية.
خلال الثمانينيات، سيطر الجيش الغواتيمالي على السلطة بشكل مطلق لمدة خمس سنوات تقريبا؛ لقد نجح في إزالة كافة خصومه بنجاح من المؤسسات الاجتماعية والسياسية، بما في ذلك المنتمين للطبقات السياسية والاجتماعية والفكرية المرموقة. في المرحلة النهائية للحرب الأهلية، أبان الجيش على سيطرة شبه واضحة عالية التأثير على كافة جوانب الحياة في غواتيمالا.
تشير التقديرات إلى أن 140,000 إلى 200,000 شخص قد قتلوا أو «اختفوا» قسريا خلال النزاع، بما في ذلك 40,000 إلى 50,000 حالة اختفاء. في حين أن القتال وقع بين القوات الحكومية والجماعات المتمردة، إلا أن الكثير من العنف كان عبارة عن حملة كبيرة عن أعمال العنف من جانب واحد من قبل الدولة الغواتيمالية ضد السكان المدنيين في منتصف الستينيات. نسقت أجهزة المخابرات العسكرية عمليات القتل و «الاختفاء» لخصوم الدولة.
في المناطق الريفية، حيث حافظت حركات التمرد على معاقلها، أدى القمع الحكومي إلى وقوع مذابح كبيرة من الفلاحين شملت مسح قرىً بأكملها. حدثت أولى المجازر في إدارات إزابال وزاكابا (1966–68)، وفي المرتفعات الغربية حيث يوجد المايا من 1978 فما فوق. في أوائل الثمانينيات، اعتُبِرت عمليات القتل الواسعة شعب المايا أنها إبادة جماعية. شملت قائمة ضحايا القمع الآخرين النشطاء، المعارضين الحكوميين المشتبه بهم، اللاجئين العائدين، الأكاديميين الناقدين، الطلاب، السياسيين الذين يميلون لليسار، النقابيين، العمال الدينيين، الصحفيين، وأطفال الشوارع. اعتبرت لجنة التقصي التاريخي أن القوات الحكومية كانت مسؤولة عن 93% من انتهاكات حقوق الإنسان خلال النزاع، فيما كانت حركات التمرد مسؤولة عن 3%.
في عام 2009، عاقبت محكمة غواتيمالية المفوض العسكري السابق فيليبي كوسانيرو، كأول شخص يدان بجريمة الأمر بتنفيذ حالات اختفاء قسري. في عام 2013، طالبت الحكومة بمحاكمة الرئيس السابق إفراين ريوس مونت بتهمة الإبادة الجماعية عن طريق قتل وإخفاء أكثر من 1700 من عرقية الإكسيل التي تنتمي لشعب المايا الأصلي خلال فترة حكمه في 1982–83. استند توجيه تهمة الإبادة الجماعية إلى تقرير «ذاكرة الصمت» الذي أعدته اللجنة المعينة من الأمم المتحدة للتقصي التاريخي. كانت هذه أيضًا المرة الأولى التي تعترف فيها المحكمة بالاغتصاب والإساءة التي تعرضت لها نساء المايا. من بين 1465 حالة اغتصاب مُبلّغ عنها، كان الجنود مسؤولين عن 94.3% منها. خلصت اللجنة إلى أن الحكومة قد تكون قد ارتكبت إبادة جماعية في كويتشي بين عامي 1981 و 1983. كان مونت أول رئيس دولة سابق الذي سيحاكم بتهمة الإبادة الجماعية من قبل النظام القضائي في بلده؛ وقد اعتُبِر مذنب وحكم عليه بالسجن لمدة 80 عاما. لكن بعد أيام قليلة، نقضت المحكمة العليا في البلاد الحكم، ودعت إلى إعادة المحاكمة بسبب الانحرافات القضائية المزعومة. بدأت المحاكمة مرة أخرى في 23 يوليو 2015 لكن هيئة المحلفين لم تتوصل إلى حكم قبل وفاة ريوس مونت في الحجز في 1 أبريل 2018.

## خلفية
بعد ثورة 1871، رفعت الحكومة الليبرالية بقيادة خوستو روفينو باريوس مستوى إنتاج البن في غواتيمالا، الأمر الذي تطلب الكثير من الأراضي والعمال. أنشأ باريوس كتاب أجور المستوطنين، الذي أجبر السكان الأصليين على العمل مقابل أجور منخفضة من أجل أصحاب الأراضي، الذين كانوا من الكريولو والمستوطنين الألمان في وقت لاحق. كما صادر باريوس الأراضي الأصلية المشتركة، والتي كانت محمية خلال فترة الاستعمار الإسباني وأثناء فترة الحكومة المحافظة لرافائيل كاريرا. قام باريوس بتوزيعها على أصدقائه الليبراليين، الذين أصبحوا ملاك الأراضي الرئيسيين.

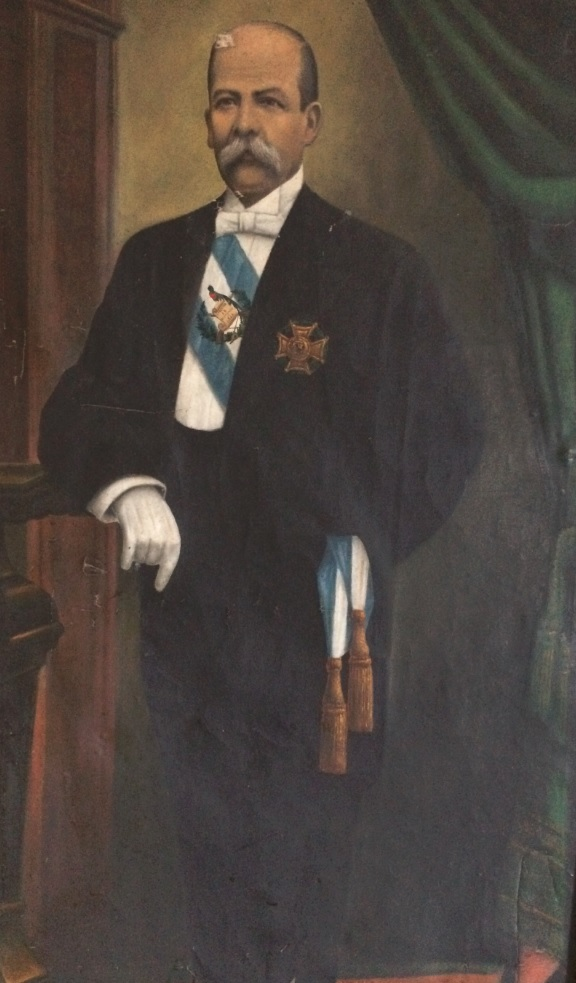
صورة رسمية للرئيس مانويل إسترادا كابريرا في فترة رئاسته الأخيرة. خلال فترة حكمه، أصبحت شركة الفاكهة المتحدة الأمريكية قوة اقتصادية وسياسية رئيسية في غواتيمالا.

في تسعينيات القرن التاسع عشر، بدأت الولايات المتحدة في تطبيق مبدأ مونرو، مما أدى إلى طرد القوى الاستعمارية الأوروبية من أمريكا اللاتينية. رسخت المصالح التجارية هيمنةً أمريكيةً على الموارد واليد العاملة في المنطقة. كان الديكتاتوريون الذين حكموا غواتيمالا خلال أواخر القرن التاسع عشر وأوائل القرن العشرين مساندين للغاية للمصالح التجارية والسياسية للولايات المتحدة، لأنهم استفادوا شخصيًا منها. على عكس دول مثل هايتي ونيكاراغوا وكوبا، لم تضطر الولايات المتحدة إلى استخدام القوة العسكرية العلنية للحفاظ على هيمنتها في غواتيمالا. عمل الجيش والشرطة الغواتيمالية بشكل وثيق مع الجيش الأمريكي ووزارة الخارجية لتأمين المصالح الأمريكية. أعفت الحكومة الغواتيمالية العديد من الشركات الأمريكية من دفع الضرائب، وخاصة شركة الفاكهة المتحدة.  كما قامت بخصخصة وبيع المرافق العمومية، وتنازلت عن مساحات شاسعة من الأراضي المملوكة للدولة.

### البنية المجتمعية

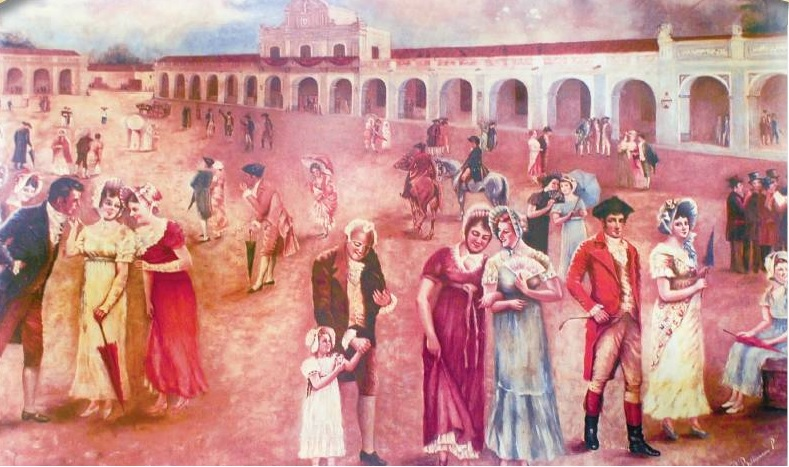
فرحة الكريولو الغواتيماليين عند معرفتهم بإعلان الاستقلال عن إسبانيا في 15 سبتمبر 1821.

في عام 1920، زار الأمير فيلهلم دوق سودرمانلاند غواتيمالا ووصف المجتمع الغواتيمالي وحكومة إسترادا كابريرا في كتابه بين قارتين، ملاحظات من رحلة في أمريكا الوسطى، 1920. قام الأمير بتحليل المجتمع الغواتيمالي في ذلك الوقت، مشيرًا إلى أنه على الرغم من أنه أطلق على نفسه اسم «جمهورية» ، إلا أن غواتيمالا لديها ثلاث طبقات مجتمعية محددة بدقة:
- الكريولو: أقلية مكونة من أحفاد الإسبان الذين غزوا أمريكا الوسطى؛ بحلول عام 1920، كان الكريولو يشكلون الكثير من أعضاء الأحزاب السياسية وفئة النخبة في البلاد. لقد تزاوجوا لعدة قرون مع الهنود وغيرهم من الأشخاص من أصل أوروبي. الغالبية العظمى لديها بعض الأصول من السكان الأصليين ولكنها مرتبطة إلى حد كبير بالثقافة الأوروبية.[29] لقد قادوا البلاد سياسياً وفكرياً، وأحد أسباب ذلك هو أن تعليمهم كان أعلى بكثير من تعليم معظم السكان الآخرين. قُبِل الكريولو فقط في الأحزاب السياسية الرئيسية،[28] وعائلاتهم يسيطرون على المناطق المزروعة في البلاد ويمتلكونها في الغالب.[29]
- اللادينو: طبقة متوسطة.  أحفاد الشعوب الأصلية والأفريقية والكريولو، ولم يكن لديهم أي سلطة سياسية تقريبًا في عام 1920. لقد شكلوا الجزء الأكبر من الحرفيين وأصحاب المتاجر والتجار والمسؤولين الصغار.[30] في الجزء الشرقي من البلاد، عملوا كعمال زراعيين.[30]
- الهنود: كان غالبية السكان يتألفون من الغواتيماليين الأصليين، وكان معظمهم من شعوب المايا. كان لدى الكثير منهم الحد الأدنى من التعليم الأساسي. خدم العديد من السكان الأصليين كجنود في الجيش، وكثيرًا ما تم ترقيتهم إلى مناصب ذات قيمة عالية.[31] كانوا يشكلون معظم العمال الزراعيين.

صنف الأمير سكان غواتيمالا إلى ثلاث فئات:
- «المستوطنين الشباب»: استقروا في المزارع.  تم إعطاؤهم قطعة أرض صغيرة لزراعتها على حسابهم الخاص، مقابل العمل في المزارع لعدد معين من الأشهر في السنة، على غرار المزارعين أو المزارعين المستأجرين في الولايات المتحدة.[31]
- «العمال الشباب»: عمال مياومين تم التعاقد معهم على العمل لفترات زمنية معينة.[31] كانوا يتقاضون أجرًا يوميًا. من الناحية النظرية، كان كل «عامل» حراً في التصرف في عمله كما يحلو له، لكنهم كانوا مرتبطين بالأملاك من خلال روابط اقتصادية. لم يتمكنوا من المغادرة حتى يسددوا ديونهم للمالك. كانوا في كثير من الأحيان ضحايا للملّاك، الذين شجعوهم على الغرق في الديون من خلال منح قروض. قام الملّاك بتسجيل هذه الحسابات وكان العمال عادة أميين وفي وضع غير مناسب.[32] إذا هرب العمال، يمكن للمالك ملاحقتهم وسجنهم من طرف السلطات. ستضاف التكاليف المرتبطة بذلك إلى ديون العمال المتزايدة باستمرار. إذا رفض أحدهم العمل، يُسجن على الفور.[32] كانت الأجور منخفضة للغاية. كان العمل يتم بموجب عقد، ولكن نظرًا لأن كل «عامل» يبدأ وعليه دَين ضخم، عندما يتقدم للعمل، فقد أصبحوا فعليًا خدمًا لمالك الأرض.[33]
- «الفلاحون المستقلون»: يسكنون في المقاطعات النائية، ويعيشون زراعة محاصيل الذرة أو القمح أو الفول. حاولوا زراعة كميات إضافية لبيعها في أسواق المدن.  غالبًا ما كانوا يحملون بضائعهم على ظهورهم لمسافة تصل إلى 40 كيلومترًا (25 ميلًا) يوميًا للوصول إلى هذه الأسواق.[33]

### نظام خورخي أوبيكو
في عام 1931، اعتلى الدكتاتور الجنرال خورخي أوبيكو سدة الحكم بدعم من الولايات المتحدة. رغم أنه كان إداريًا فعالًا، فقد بدأ أحد أكثر الأنظمة العسكرية قمعًا ووحشية في تاريخ أمريكا الوسطى. تمامًا كما فعل إسترادا كابريرا أثناء حكومته، أنشأ أوبيكو شبكة واسعة من الجواسيس والمخبرين وعذب المعارضين السياسيين وأعدمهم. كان أرستقراطيًا ثريًا (مع دخل يقدر بنحو 215 ألف دولار سنويًا في الثلاثينيات من القرن الماضي) ومناهضًا قويًا للشيوعية، وقف باستمرار مع شركة الفاكهة المتحدة وملاك الأراضي الغواتيماليين والنخب الحضرية أثناء النزاعات مع الفلاحين. بعد انهيار بورصة نيويورك في عام 1929، تعثر نظام الفلاحين الذي أنشأه باريوس عام 1875 لبدء إنتاج البن في البلاد، واضطر أوبيكو إلى تطبيق نظام العمل لرد الدين والعمل القسري لضمان توفر عمالة كافية لمزارع البن وسهولة توافر عمال شركة الفاكهة المتحدة. يُزعم أنه أصدر قوانين تسمح لأصحاب الأراضي بإعدام العمال كإجراء «تأديبي». وُصف أيضًا بأنه فاشي. أُعجب بموسوليني وفرانكو وهتلر، إذ صرح إحدى المرات: «أنا مثل هتلر. أعدم أولاً وأطرح الأسئلة لاحقًا». ازدرى أوبيكو السكان الأصليين ووصفهم بأنهم «أشباه حيوانات»، وصرح أنهم  يحتاجون إلى تدريب عسكري إلزامي لكي يصبحوا «متحضرين» بعملية شبهها «بتدجين الحمير». أعطى مئات الآلاف من الهكتارات لشركة الفاكهة المتحدة، وأعفاها من الضرائب في تيكويزاتي، وسمح للجيش الأمريكي بإنشاء قواعد في غواتيمالا. اعتبر أوبيكو نفسه «نابليون ثاني». كان يرتدي ملابس فاخرة ويحيط نفسه بتماثيل ولوحات الإمبراطور، ويعلق كثيرًا على أوجه التشابه بين مظهرهما. عسكر العديد من المؤسسات السياسية والاجتماعية -بما في ذلك مكتب البريد والمدارس وحتى الأوركسترا السيمفونية- وعيّن ضباطًا عسكريين مسؤولين عن العديد من المناصب الحكومية. كثيرًا ما كان يسافر في جميع أنحاء البلاد لأداء «عمليات تفتيش» بالزي الرسمي، متبوعًا بمرافقة عسكرية ومحطة إذاعية متنقلة وكاتب سيرة رسمية وأعضاء مجلس الوزراء.
بعد 14 عامًا، أدت سياسات أوبيكو القمعية وسلوكه المتعجرف أخيرًا إلى عصيان سلمي من قبل مفكري الطبقة الوسطى الحضرية والمهنيين وضباط الجيش المبتدئين في عام 1944. في 1 يوليو 1944، استقال أوبيكو من منصبه وسط إضراب عام واحتجاجات على مستوى البلاد. كان يخطط لتسليم السلطة إلى المدير السابق للسياسة، الجنرال رودريكو أنزويتو، الذي شعر أنه يستطيع السيطرة عليه. لكن مستشاروه نوهوا إلى أن تعاطف أنزويتو مع النازية قد أضعف شعبيته وأنه لن يكون قادرًا على السيطرة على الجيش. لذلك قرر أوبيكو اختيار حكومة ثلاثية ضمت اللواء بوينافينتورا بينيدا، واللواء إدواردو فيلاغران أريزا، والجنرال فيدريكة بونسه فايدس الذين وعدوا بعقد الجمعية الوطنية لإجراء انتخابات لاختيار رئيس مؤقت، ولكن عندما اجتمع المؤتمر في 3 يوليو، احتجز الجنود الجميع تحت تهديد السلاح وأجبروهم على التصويت لصالح الجنرال بونسه بدلاً من المرشح المدني الشعبي الدكتور رامون كالديرون. بونسه الذي تقاعد سابقًا من الخدمة العسكرية بسبب إدمان الكحول، تلقى الأوامر من أوبيكو واحتفظ بالعديد من المسؤولين الذين عملوا في إدارة أوبيكو. واستمرت السياسات القمعية لإدارة أوبيكو.

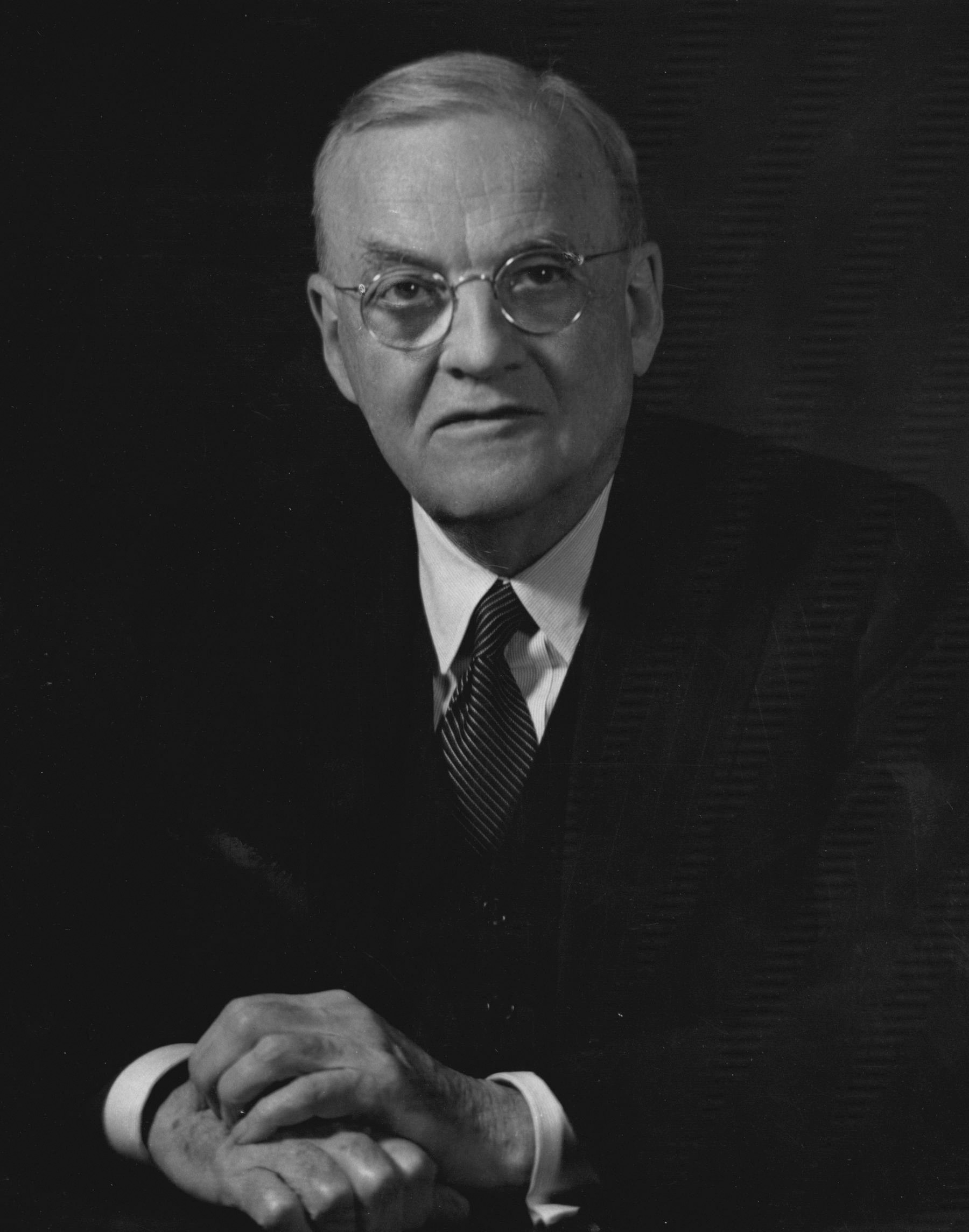
جون فوستر دالاس، وزير الخارجية في إدارة أيزنهاور وعضو مجلس إدارة شركة الفاكهة المتحدة.

بدأت مجموعات المعارضة التنظيم مرة أخرى، وهذه المرة انضم إليها العديد من القادة السياسيين والعسكريين البارزين، الذين اعتبروا نظام بونسه غير دستوري. وكان من بين الضباط العسكريين في صفوف المعارضة جاكوبو أربينز والرائد فرانسيسكو خافيير أرانا. كان أوبيكو قد طرد أربينز من منصبه التدريسي في مدرسة البوليتكنيك (بالإسبانية: Escuela Politécnica)، ومنذ ذلك الحين كان أربينز يعيش في السلفادور وينظم مجموعة من المنفيين الثوريين. في 19 أكتوبر 1944، هاجمت مجموعة صغيرة من الجنود والطلاب بقيادة أربينز وأرانا القصر الوطني فيما أصبح يعرف لاحقًا باسم «ثورة أكتوبر». هُزم بونسه وطُرد إلى المنفى؛ أنشأ أربينز وأرانا ومحاميًا اسمه خورخي تورييلو مجلسًا عسكريًا، وأعلنوا أن الانتخابات الديمقراطية ستجرى قبل نهاية العام.
كان الفائز في انتخابات عام 1944 خوان خوسيه أريفالو، متخصص بالتدريس وحاصل على شهادة الدكتوراه، وحصل على منحة دراسية في الأرجنتين خلال حكومة الجنرال لازارو تشاكون بسبب مهاراته الرائعة كأستاذ. بقي أريفالو في أمريكا الجنوبية لبضع سنوات، حيث عمل أستاذًا جامعيًا في عدة بلدان. عند العودة إلى غواتيمالا خلال السنوات الأولى لنظام خورخي أوبيكو، طلب منه زملاؤه تقديم مشروع إلى الرئيس لإنشاء كلية الإنسانية في الجامعة الوطنية والتي كان قد عارضها أوبيكو بشدة. إدراكًا منه لطبيعة أوبيكو الديكتاتورية، غادر أريفالو غواتيمالا وعاد إلى الأرجنتين. عاد إلى غواتيمالا بعد ثورة 1944 وخاض الانتخابات تحت إشراف ائتلاف الأحزاب اليسارية المعروف باسم حزب العمل الثوري (بالإسبانية: Partido Acción Revolucionaria)، وفاز بنسبة 85% من الأصوات في الانتخابات التي عُرفت على نطاق واسع بنزاهتها ومصداقيتها. نفذ أريفالو إصلاحات اجتماعية، بما في ذلك قوانين الحدود الدنيا للأجور، وزيادة التمويل التعليمي، والاقتراع شبه العام (باستثناء النساء الأميات) وإصلاحات العمل. لكن العديد من هذه التغييرات أفادت فقط الطبقات المتوسطة العليا ولم تقدم سوى القليل للعمال الزراعيين الفلاحين الذين كانوا يشكلون غالبية السكان. على الرغم من أن إصلاحاته كانت متواضعة نسبيًا، إلا أنه كان مكروهًا على نطاق واسع من قبل حكومة الولايات المتحدة، والكنيسة الكاثوليكية، وكبار ملاك الأراضي، وأرباب العمل مثل شركة الفاكهة المتحدة وضباط الجيش الغواتيمالي الذين رأوا حكومته على أنها غير فعالة وفاسدة ومتأثرة بشدة بالشيوعيين. حدث ما لا يقل عن 25 محاولة انقلاب خلال فترة رئاسته، قادها في الغالب ضباط جيش ليبراليون أثرياء.
في عام 1944 ، استولى «ثوار أكتوبر» على الحكومة. أقاموا إصلاحًا اقتصاديًا ليبراليًا  يفيد ويعزز سياسيًا الحقوق المدنية والعمالية للطبقة العاملة الحضرية والفلاحين. في أماكن أخرى، تشكلت مجموعة من الطلاب اليساريين والمهنيين وتحالفات حكومية ديمقراطية ليبرالية، بقيادة خوان خوسيه أريفالو وجاكوبو أربينز غوزمان. أمر المرسوم 900، الصادر في عام 1952، بإعادة توزيع الأراضي المُراحة على العقارات الكبيرة ، الأمر الذي هدد مصالح النخبة المالكة للأراضي، وبشكل رئيسي شركة الفاكهة المتحدة.
نظرًا للعلاقات القوية التي تربط شركة الفاكهة المتحدة مع كبار مسؤولي إدارة أيزنهاور مثل الأخوين جون فوستر دالاس وألن دالاس اللذين شغلا منصب وزير الخارجية ومدير وكالة المخابرات المركزية على التوالي وكانا في مجلس إدارة الشركة، أمرت الحكومة الأمريكية وكالة المخابرات المركزية بإطلاق عملية بّي بي فورتشن ( (1952-1954وإخماد «الثورة الشيوعية» في غواتيمالا حسبما تراه شركة الفاكهة المتحدة ووزارة الخارجية الأمريكية. اختارت وكالة المخابرات المركزية العقيد اليميني في الجيش الغواتيمالي كارلوس كاستيلو أرماس لقيادة «تمرد» في انقلاب 1954 في غواتيمالا. عند خلع حكومة أربينز غوزمان، أخذ كاستيلو أرماس بحلّ عقد من الإصلاح الاجتماعي والاقتصادي والتقدم التشريعي، وحظر النقابات العمالية والأحزاب السياسية اليسارية، مجردًا الغواتيماليين اليساريين من حق التصويت. كما أعاد جميع الأراضي المصادرة إلى شركة الفاكهة المتحدة ونخبة الملاك العقاريين.
أعقب ذلك سلسلة من الانقلابات العسكرية تضمنت انتخابات مزورة فازت فيها الشخصيات العسكرية فقط. وما زاد من حدة الفقر العام والقمع السياسي الذي حفز الحرب الأهلية انتشار التمييز الاجتماعي والاقتصادي والعنصرية الممارسة ضد الشعوب الأصلية في غواتيمالا، مثل المايا؛ قاتل الكثير منهم في وقت لاحق في الحرب الأهلية. على الرغم من أن الغواتيماليين الأصليين يشكلون أكثر من نصف السكان الوطنيين، إلا أنهم كانوا بلا أرض بعد أن جُردوا من أراضيهم منذ عصر خوستو روفينو باريوس. سيطر أصحاب الممتلكات من الطبقات العليا من حكم الأقلية، هم عمومًا أحفاد لإسبان ومهاجرين أوروبيين آخرين إلى غواتيمالا، رغم وجود أيضًا بعض أصول الميستيثو في أغلب الأحيان، سيطروا على معظم الأراضي بعد الإصلاح الليبرالي لعام 1871.

## المرحلة الأولى من الحرب الأهلية: عقد 1960 وأوائل عقد 1970
في 13 نوفمبر 1960، قادت مجموعة من الضباط اليساريين الصغار في الأكاديمية الوطنية العسكرية مدرسة البوليتكنيك ثورة فاشلة ضد الحكومة الأوتوقراطية (1958-1963) للجنرال ميغيل إيديغورس، الذي صعد للسلطة في عام 1958 بعد اغتيال العقيد كارلوس كاستيلو أرماس. كان الضباط الشباب غاضبين من الفساد المذهل لنظام إيديغورس، وإظهار الحكومة للمحاباة في إعطاء الترقيات العسكرية والمكافآت الأخرى للضباط الذين دعموا إيديغورس، وما اعتبروه عدم كفاءة في إدارة البلاد. ورغم ذلك، كان الدافع المباشر لتمردهم هو قرار إيديغورس بالسماح للولايات المتحدة بتدريب قوة غزو في غواتيمالا للتحضير للغزو المستقبلي لخليج الخنازير في كوبا دون استشارة الجيش الغواتيمالي ودون تقاسم المكافآت مع الجيش، والتي ستقدمها حكومة الولايات المتحدة. كانت القوات المسلحة قلقةً بشأن التعدي على سيادة بلدهم حيث حلقت طائرات حربية أمريكية غير مميزة يقودها المنفيون الكوبيون المقيمون في الولايات المتحدة بأعداد كبيرة فوق بلادهم وأنشأت الولايات المتحدة مهبطًا للطائرات ومعسكرًا تدريبًا سريًا في ريتالهوليو للتحضير لغزوها لكوبا. لم يكن التمرد أيديولوجيًا في أصوله.
قامت وكالة المخابرات المركزية الأمريكية بجعل قاذفات بي-26 متنكرة في زي طائرات عسكرية غواتيمالية لقصف قواعد المتمردين لأن الانقلاب هدد الخطط الأمريكية لغزو كوبا وكذلك النظام الغواتيمالي الذي دعمته. فر المتمردون إلى تلال شرق غواتيمالا وهندوراس المجاورة وشكلوا نواة ما أصبح يعرف باسم حركة 13 نوفمبر الثورية. فر الضباط الذين بقوا على قيد الحياة إلى تلال شرق غواتيمالا، ثم أقاموا فيما بعد اتصالات مع الحكومة الكوبية بقيادة فيدل كاسترو. بحلول عام 1962، كان هؤلاء الضباط قد أسسوا حركة عصيان عُرفت باسم حركة 13 نوفمبر الثورية، سميت بهذا الاسم تخليداً لتاريخ انطلاق ثورة الضباط.

### حركة 13 نوفمبر الثورية تهاجم مكاتب شركة الفاكهة المتحدة
عادوا في بدايات عام 1962، وفي 6 فبراير 1962، هاجموا مكاتب شركة الفاكهة المتحدة (تشيكيتا براندز حاليا)، وهي شركة أمريكية كانت تسيطر على مناطق شاسعة في غواتيمالا وكذلك في بلدان أخرى في أمريكا الوسطى. بعد الهجوم، نُظِّمت إضرابات تضامنية معهم ومسيرات طلابية في جميع أنحاء البلاد، والتي رد عليها نظام إيديغورس بقمع عنيف. أدت هذه الحملة العنيفة إلى اندلاع الحرب الأهلية.
خلال المرحلة الأولى من الصراع، شكلت حركة 13 نوفمبر الثورية مكوناً رئيسياً في حركة التمرد في غواتيمالا. بدأت الحركة لاحقا اتصالاتها مع حزب العمال الغواتيمالي المحظور، والذي يتكون من مثقفي الطبقة الوسطى والطلاب الجامعيين، والذين يسيطرون بدورهم على قيادته، ومع منظمة طلابية تدعى حركة 12 أبريل واندمجوا جميعا في تحالف مشكلين حركة حرب عصابات سميت بالقوات المسلحة المتمردة في ديسمبر 1962. لاحقا، تحالفت القوات المسلحة المتمردة مع جبهة مقاتلي إدغار إيبارا. عملت كل من حركة 13 نوفمبر الثورية وحزب العمال الغواتيمالي وجبهة مقاتلي إدغار إيبارا في مناطق مختلفة من البلاد كثلاث جبهات منفصلة؛ تركزت حركة 13 نوفمبر الثورية في إدارات إيزابال وزاكابا ذات الأغلبية السكانية من شعب اللادينو، وتركزت جبهة مقاتلي إدغار إيبارا في منطقة سييرا دي لاس ميناس، وعمل حزب العمال الغواتيمالي كجبهة حرب عصابات حضرية. كانت كل واحدة من الجبهات الثلاث (لا تضم أكثر من 500 مقاتل) تحت قيادة مشاركين سابقين في ثورة الجيش 1960، والذين تدربوا سابقا على أساليب مكافحة التمرد من قبل الولايات المتحدة.

### المخابرات الأمريكية ومساعدة الحكومة في مكافحة التمرد

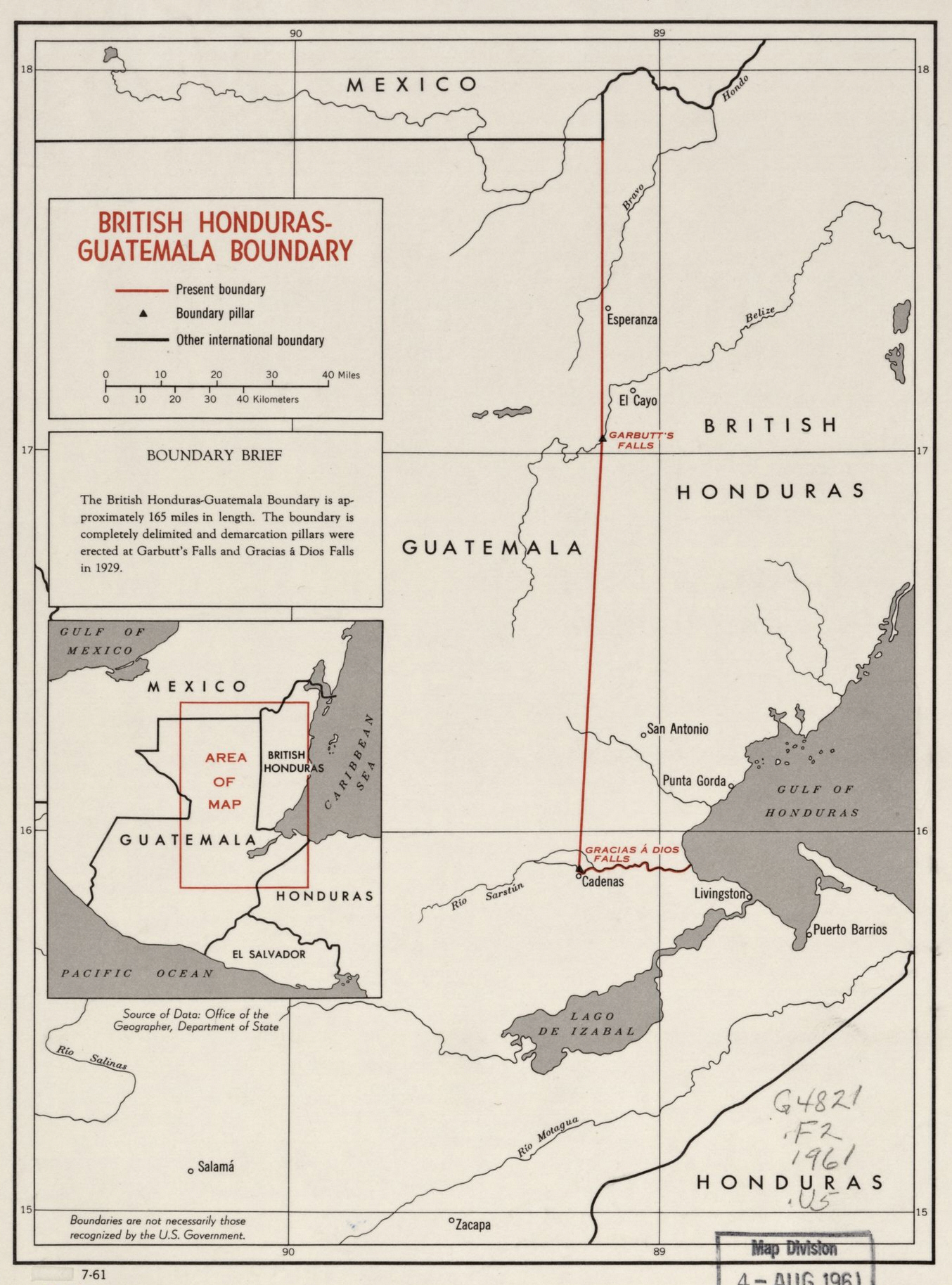
خريطة لوكالة المخابرات المركزية تعود لسنة 1961 تبين الحدود بين غواتيمالا وهندوراس البريطانية (بليز حاليا).

في عامي 1964 و 1965، بدأت القوات المسلحة الغواتيمالية تنفيذ عمليات لمكافحة التمرد ضد حركة 13 نوفمبر الثورية في شرق غواتيمالا. في فبراير ومارس 1964، بدأت القوات الجوية الغواتيمالية حملة قصف انتقائي ضد قواعد حركة 13 نوفمبر الثورية في إيزابال، تلتها عملية لمكافحة التمرد في منطقة زاكابا المجاورة تحت الاسم الرمزي "عملية الصقر" في سبتمبر وأكتوبر من العام التالي.
في هذه المرحلة من الصراع، أرسلت الحكومة الأمريكية القبعات الخضراء ومستشارين من وكالة الاستخبارات المركزية لتدريب الجيش الغواتيمالي على مكافحة التمرد. علاوة على ذلك، أُرسلت الشرطة الأمريكية ومستشارون لشؤون "السلامة العامة" لإعادة تنظيم قوات الشرطة الغواتيمالية. رداً على تصاعد نشاط المتمردين في العاصمة، شُكلت فرقة متخصصة من الشرطة الوطنية في يونيو عام 1965 تُدعى "الكوماندوز ستة" (بالإسبانية: Comando Seis) للتعامل مع هجمات المتمردين في المناطق الحضرية. تلقّت "الكوماندوز ستة" تدريباً خاصاً من برنامج السلامة العامة الأمريكي، بالإضافة إلى الأموال والأسلحة من مستشارين أميركيين في مجال السلامة العامة.

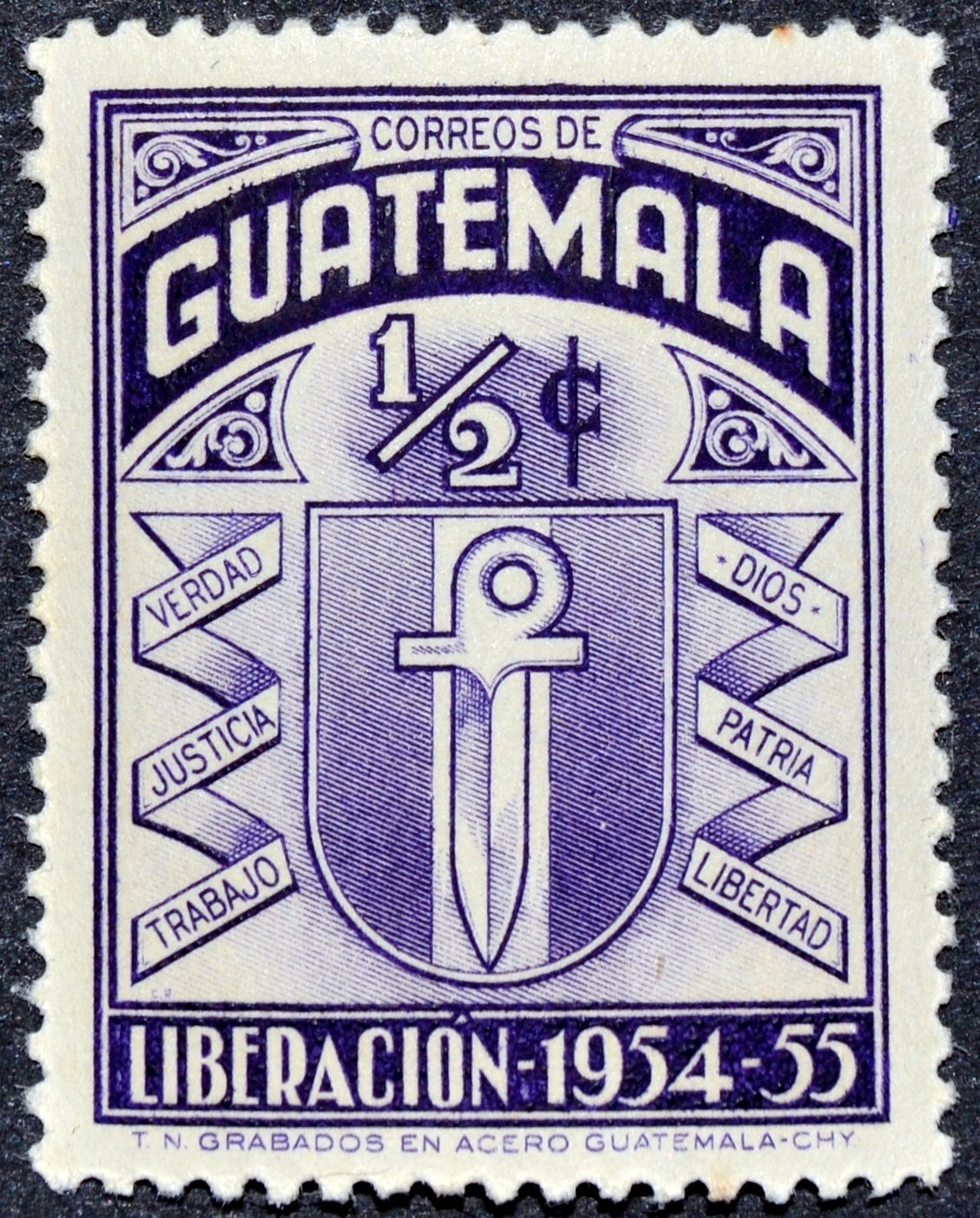
إحياء ذكرى غزو 1954.

## للمزيد من القراءة
- Anderson، Scott (1986). Inside the League: the shocking exposé of how terrorists, Nazis, and Latin American death squads have infiltrated the world Anti-Communist League. Dodd Mead. ISBN:9780396085171.
- Archivo Histórico de la Policía Nacional (2013). From Silence to Memory: Revelations of the AHPN (PDF). Eugene, OR: University of Oregon Libraries. ISBN:978-0-985-82041-1. مؤرشف من الأصل (PDF) في 2021-02-26.
- Carothers، Thomas (1993). In the Name of Democracy: U.S. Policy Toward Latin America in the Reagan Years. University of California Press. ISBN:9780520073197. مؤرشف من الأصل في 2020-09-08.
- Grandin، Greg (2007). Empire's Workshop: Latin America, the United States, and the Rise of the New Imperialism. Holt Paperbacks. ISBN:9780805077384. مؤرشف من الأصل في 2020-08-19.
- Jonas, Susanne. The Battle for Guatemala: Rebels, Death Squads, and U.S. Power, 1991.
- Lafeber، Walter (1993). Inevitable Revolutions: The United States in Central America. New York City, NY: W. W. Norton & Company. ISBN:9780393309645.
- Lowenthal، Abraham (1991). Exporting democracy: the United States and Latin America : themes and issues. Johns Hopkins University Press. ISBN:9780801841323.
- McClintock، Michael (1985). The American Connection: State Terror and Popular Resistance in Guatemala. Zed Books. ISBN:9780862322595. مؤرشف من الأصل في 2020-10-30.
- McClintock، Michael (1992). Instruments of statecraft: U.S. guerrilla warfare, counterinsurgency, and counter-terrorism, 1940–1990. Pantheon Books. مؤرشف من الأصل في 2021-06-03.
- Rosser، Emily (ديسمبر 2007). "Depoliticised speech and sexed visibility: women, gender and sexual violence in the 1999 Guatemalan Comisión para el Esclarecimiento Histórico report". International Journal of Transitional Justice. ج. 1 ع. 3: 391–410. DOI:10.1093/ijtj/ijm032.
- Wilkinson، Daniel (2002). Silence on the Mountain: Stories of Terror, Betrayal, and Forgetting in Guatemala.
- International Center for Transitional Justice. Challenging the Conventional: Can Truth Commissions Strengthen Peace Processes? (Report). مؤرشف من الأصل في 2021-03-21., Guatemala at page 25

## وصلات خارجية
- Guatemala After the War – Photographs by Jorge Uzon
- Key agreements in the Guatemalan peace process
- Guatemala Memory of Silence report by the Historical Clarification Commission (Truth Commission)
- "State Violence in Guatemala, 1960–1996: A Quantitative Reflection"
- Guatemala Documentation Project of the National Security Archives
- Digital Archive of the Guatemalan National Police Historical Archive, hosted by the جامعة تكساس في أوستن
- 18 Guatemalan Ex-Military Leaders Arrested for Crimes Against Humanity During U.S.-Backed Dirty War. الديمقراطية الآن! 8 January 2016
- The Secrets in Guatemala's Bones. The New York Times, 30 June 2016.